# منظمة غير حكومية
منظمة غير حكومية (بالإنجليزية: Non-governmental organization، واختصاراً: NGO) هي منظمة ذات مصلحة عامة وهي لا تخضع لحكومة ولا لمؤسسة دولية. ولا يمنع ذلك أن تتعاون أو تتلقى مساعدات وتمويلات من الحكومات. ولكنها تأسست وتنشط دون رقابة من الحكومات الوطنية.
وقد جرت العادة أن تطلق هذه العبارة على الأشخاص المعنويين (مجموعات ذات شخصية قانونية) ممن لا تكون أهدافهم ربحية، يمولون في الأغلب من أرصدة خاصة. ولهذه المنظمات خصائص:
- الأصل الخاص لتأسيسها
- الهدف غير الربحي لنشاطها
- الاستقلالية المالية
- ذات مصلحة عامة

تحرص المنظمات غير الحكومية على استقلاليتها ليس إزاء الحكومات فقط وإنما إزاء القطاع الخاص التقليدي، وعلى الارتباط بالمجتمع المدني.
يمكن للمنظمات غير الحكومية أن يكون تدخلها على المستوى الدولي، رغم أن العلاقات القانونية الدولية تتم في العادة بين الدول أو الحكومات. وفي هذه الحالة فنحن إزاء منظمات غير حكومية دولية وتسمى أيضا جمعيات أو منظمات التضامن الدولي (ASI). والمنظمات غير الحكومية تكون لها فروع في عدة دول.
في ظل العولمة الحالية غير المتوازنة وحتى الظالمة في بعض جوانبها، أصبحت المنظمات غير الحكومية الدولية بما لها من مبادئ أخلاقية وإنسانية ضرورية لوضع الضوابط الأخلاقية للعولمة. وبالفعل فقد أدت بعد دورا هاما حيث تمكنت من إقناع العديد من الدول بمدى خطورة إستراتيجيات الشركات العابرة للقارات، ولا شك أن دورها يتعاظم مع العجز على إصلاح المنظمات الحكومية الدولية مثل الأمم المتحدة التي تتصف بالبيروقراطية أو تلك التي تسير طبقا لمصالح بعض الدول النافذة مثل صندوق النقد الدولي والبنك العالمي والمنظمة العالمية للتجارة الحرة.

## الأنواع
يمكن تقسيم أنواع المنظمات غير الحكومية / المنظمات الحكومية (GRO) بحسب توجهها ومستوى عملها.

### بحسب التوجه
- تعتمد المنظمات الخيرية في معظم الأحيان على الجهود الموجهة من الأعلى إلى الأسفل مع مشاركة أو مساهمة قليلة من قبل المستفيدين، وهي تشمل المنظمات غير الحكومية ذات الأنشطة الموجهة نحو تلبية احتياجات الأشخاص أو المجموعات المحرومة.
- تمارس المنظمات الخدمية غير الحكومية أنشطة موجهة نحو توفير الخدمات الصحية وتنظيم الأسرة أو الخدمات التعليمية. تقوم المنظمات غير الحكومية في هذه الأنشطة بوضع برنامج يشارك فيه الأشخاص المستفيدون منه ليحصلوا على الخدمات التي يقدمها.
- تقدم المنظمات ذات التوجه التشاركي مشاريع المساعدة الذاتية حيث يشارك السكان المحليون بشكل خاص في تنفيذ المشروع من خلال المساهمة بالأموال والأدوات والأراضي والمواد والعمالة وما إلى ذلك. تبدأ المشاركة في مشاريع تنمية المجتمع الكلاسيكية بتحديد الحاجة وتستمر خلال مراحل التخطيط ومراحل التنفيذ.
- تهدف منظمات التمكين إلى مساعدة الفقراء في تطوير فهم أوضح للعوامل الاجتماعية والسياسية والاقتصادية التي تؤثر على حياتهم وتعزز وعيهم بقدرتهم المحتملة للسيطرة على حياتهم. يكون الاعتماد الأكبر في هذا النوع على المستفيدين، بينما تعمل المنظمات غير الحكومية كميسر.

### بحسب مستوى العمل
- تنشأ المنظمات المجتمعية من مبادرات الناس الخاصة. قد تكون هذه المنظمات مسؤولة عن رفع وعي فقراء الضواحي ومساعدتهم على فهم حقوقهم في الحصول على الخدمات المطلوبة وتقديم مثل هذه الخدمات.
- تشمل المنظمات على مستوى المدينة منظمات مثل غرف التجارة والصناعة وائتلافات الأعمال والمجموعات العرقية أو التعليمية ورابطات منظمات المجتمع.
- تشمل المنظمات غير الحكومية على مستوى الولاية المنظمات والجمعيات والمجموعات على مستوى الولاية. تعمل بعض هذه المنظمات غير الحكومية أيضًا بتوجيه من المنظمات غير الحكومية الوطنية والدولية.
- تشمل المنظمات غير الحكومية الوطنية المنظمات الوطنية مثل جمعية الشبان المسيحيون وجمعية الشابات المسيحيات والجمعيات المهنية والمجموعات المماثلة. يملك بعضها فروع في الولاية والمدينة لمساعدة المنظمات غير الحكومية المحلية.
- تتراوح المنظمات غير الحكومية الدولية من الوكالات العلمانية مثل منظمة إنقاذ الطفولة إلى الجماعات ذات الدوافع الدينية. تكون هذه المنظمات مسؤولة عن تمويل المنظمات غير الحكومية بدعمها المؤسسات والمشاريع المحلية بالإضافة إلى تنفيذها للمشاريع.[4]

يوجد مصطلحات بديلة أو متداخلة في الاستخدام مع مصطلح المنظمات غير الحكومية، بما في ذلك: منظمات القطاع الثالث (TSO) والمنظمات غير الربحية (NPO) والمنظمات التطوعية (VO) ومنظمات المجتمع المدني (CSO) والمنظمات الشعبية (GO ) ومنظمات الحركة الاجتماعية (SMO) والمنظمات التطوعية الخاصة (PVO) ومنظمات المساعدة الذاتية (SHO) والجهات الفاعلة من غير الدول (NSAs).
تستخدم اللغات البرتغالية والإسبانية والفرنسية والإيطالية وغيرها من اللغات الرومانسية الاختصار  ONG الذي يملك نفس معنى المنظمات غير الحكومية  NGO.
تعتبر المنظمات المرتبطة بالحكومة والمنظمات غير الحكومية مجموعة غير متجانسة من المنظمات. ونتيجةً لذلك، تطورت قائمة طويلة من التعاريف والاختصارات الإضافية، وهذا يتضمن:
- المنظمة غير الحكومية الدولية الصديقة للأعمال أو المنظمات الدولية غير الحكومية الكبيرة واختصارًا  BINGOs.
- المنظمات الاجتماعية النفعية: هي تصنيف إيجابي موجه نحو الهدف كبديل للتوجهات السلبية واختصارًا SBOs.
- منظمات المساعدة التقنية غير الحكومية واختصارًا TANGOs.
- منظمات القطاع الثالث TSOs.
- المنظمات غير الحكومية التي تنظمها الحكومة أو المنظمات غير حكومية التي تديرها الحكومة: هي منظمات أنشأتها الحكومات لتبدو وكأنها منظمات غير حكومية للحصول على مساعدة خارجية أو لتعزيز مصالح الحكومة واختصارًا GONGOs.
- المنظمات غير الحكومية المنظمة من الجهات المانحة واختصارًا DONGOs.[5]
- المنظمات غير الحكومية الدولية واختصارًا INGOs.
- يشير مصطلح المنظمات غير الحكومية شبه المستقلة (QUANGOs) إلى المنظمات غير الحكومية المنشأة والممولة من الحكومة. يكون المصطلح منتشر بشكل خاص داخل المملكة المتحدة (حيث يوجد أكثر من 1200 منظمة من هذا النوع) وجمهورية إيرلندا والكومنولث.
- المنظمة الوطنية غير الحكومية: هي منظمات غير حكومية لا توجد إلا في بلد واحد. يعتبر هذا المصطلح نادر بسبب عولمة المنظمات غير الحكومية، وهذا ما يتسبب في وجود منظمة غير حكومية في أكثر من دولة.
- منظمات المجتمع المدني واختصارًا CSOs.
- المنظمات البيئية غير الحكومية واختصارًا ENGOs.
- المنظمات غير الحكومية الشمالية واختصارًا NNGOs.
- المنظمات الحزبية غير الحكومية ( PANGOs): هي منظمات أنشأتها بعض الأحزاب على أنها منظمات غير حكومية لخدمة شؤونها السياسية.
- المنظمات غير الحكومية الجنوبية واختصارًا SNGOs.
- منظمات التغيير الاجتماعي (SCOs).
- المنظمات غير الحكومية عبر وطنية (TNGOs): ظهر المصطلح خلال سبعينيات القرن الماضي بسبب زيادة عدد القضايا البيئية والاقتصادية في المجتمع العالمي. لا يقتصر هذا النوع على دولة واحدة فقط، وإنما هي موجودة في دولتين أو أكثر.
- منظمات دعم القاعدة الشعبية (GSOs).
- المنظمات غير الحكومية المؤيدة للسوق (MANGOs).
- منظمات التنمية غير الحكومية (NGDOs).
- منظمات التنمية التطوعية الخاصة (PVDOs).[6]

تشير الوكالة الأمريكية للتنمية الدولية إلى المنظمات غير الحكومية على أنها منظمات تطوعية خاصة. ومع ذلك، جادل العديد من الباحثين بأن هذا التعريف يمثل مشكلة كبيرة بسبب اعتماد العديد من المنظمات غير الحكومية في التمويل والإدارة على الدول أو الشركات وبسبب امتلاكها عادةً طاقم عمل محترف.
توجد المنظمات المرتبطة بالحكومة والمنظمات غير الحكومية لمجموعة متنوعة من الأسباب؛ ويكون ذلك عادةً لتعزيز الأهداف السياسية أو الاجتماعية لأعضائها أو مؤسسيها. تشمل الأمثلة تحسين حالة البيئة الطبيعية أو تشجيع مراعاة حقوق الإنسان أو تحسين رفاهية المحرومين أو تمثيل أجندة الشركات. ومع ذلك، يوجد عدد كبير من المنظمات التي تغطي أهدافها مجموعة واسعة من المواقف السياسية والفلسفية. يمكن أيضًا تطبيق ذلك بسهولة على المدارس الخاصة والمنظمات الرياضية.

### دبلوماسية ثانية
حوار المسار الثاني أو دبلوماسية المسار الثاني أو الدبلوماسية الثانية: هو تنسيق عبر وطني يشمل أعضاء غير رسميين في الحكومة -بما في ذلك المجتمعات المعرفية- وصناع السياسة أو المحللين السابقين. تهدف دبلوماسية المسار الثاني إلى جعل صانعي السياسات ومحللي السياسات يتوصلون إلى حل مشترك من خلال المناقشات بوسائل غير رسمية. تتكون دبلوماسية المسار الثاني من خبراء وعلماء وأساتذة وشخصيات أخرى غير معنية بالشؤون الحكومية، على عكس دبلوماسية المسار الأول حيث يجتمع المسؤولون الحكوميون والدبلوماسيون والقادة المنتخبون للتحدث عن قضايا معينة. يمكن لأعضاء دبلوماسية المسار الثاني أن يتمتعوا بحرية أكبر في تبادل الأفكار والتوصل بأنفسهم إلى حلول وسطية.

## وصلات خارجية
- "ما هي المنظمات غير الحكومية؟". جامعة المدينة، لندن. مؤرشف من الأصل في 2019-06-06. (بالإنجليزية)
- "خطاب هيلين كلارك مدير برنامج الأمم المتحدة الإنمائي خلال فعاليات اليوم العالمي للمنظمات غير الحكومية". مؤرشف من الأصل في 2020-01-26. (بالإنجليزية)